# Cyosoprocta auriceps
Cyosoprocta auriceps är en tvåvingeart som beskrevs av Henry J. Reinhard 1952. Cyosoprocta auriceps ingår i släktet Cyosoprocta och familjen parasitflugor. Inga underarter finns listade i Catalogue of Life.